# Szilágysziget
Szilágysziget (románul: Sighetu Silvaniei) falu Romániában, Szilágy megyében.

## Fekvése
Szilágy megyében, Szilágysomlyótól északra, Szilágylompért, Ököritó, Sarmaság és Szilágykövesd között fekvő település.

## Története
A falut az oklevelek 1466-ban említették először Zygeth néven.
1475-ben Zygethy 1547-ben Ziget, 1604-ben Zyget, 1746-ban Sziget néven írták nevét.
Sziget település a kövesdi uradalomhoz tartozott.
1475 körül végzett adóösszeírás szerint Sziget Sarmasági Elek (Allexi) birtoka volt.
1543-ban Sarmasági László, István és Mihály birtoka volt.
1570-ben Sarmasági Miklós és Sarmasági Mihályné birtoka volt, 1604-ben pedig Sarmasági Zsigmond birtoka volt.
1682 előtti török, majd kuruc időkben e település is elpusztult más huszonnégy középszolnoki faluval együtt. Sokáig puszta  volt, s csak 1715-ben települt újra.
1797-ben Kemény Simon birtokának írták.
1847-ben 243 görögkatolikus lakosa volt.
1890-ben 386 lakosa volt, ebből 352 fő oláh, 16 magyar, 7 német, 11 egyéb nyelvű. A népességből 355 fő görögkatolikus, 24 református, 7 izraelita volt. A házak száma ekkor 79 volt.
A 2002-es népszámláláskor 566 lakosa közöl 534 fő (94,3%) román, 30 (5,3%) cigány, 2 (0,4%) magyar volt.

## Nevezetességek
- Görögkatolikus fatemploma 1632-ben épült. Anyakönyvet 1824-től vezetnek.